# Altiphylax mintoni
Altiphylax mintoni (гекончик Мінтона) — вид геконоподібних ящірок родини геконових (Gekkonidae). Ендемік Пакистану. Вид названий на честь американського герпетолога Шермана Мінтон.

## Поширення і екологія
Гекончики Мінтона відомі з типової місцевості, розташованої на південний схід від міста Сайду-Шаріф в окрузі Сват в провінції Хайбер-Пахтунхва, на висоті 2000 м над рівнем моря. Вони живуть в лісах та серед скель.